# RhB Ge 6/6 II
La Ge 6/6 II est une locomotive électrique lourde des Chemins de fer rhétiques (RhB). Ces machines à six essieux sont surtout utilisées pour des trains de marchandises.

## Histoire

### Origines

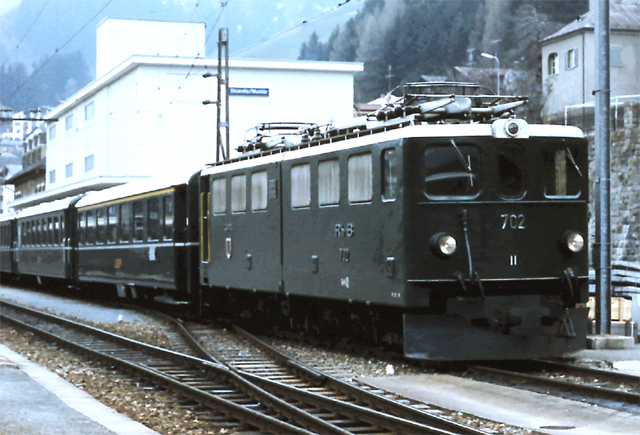
La Ge 6/6 II 702 dans sa livrée verte d'origine, avec les anciennes cabines à trois baies et les pantographes en losange.

Dans les années 1950, le trafic sur les RhB augmenta tellement que les « crocodiles » (Ge 6/6 I) et les Ge 4/4 I n'étaient plus suffisantes. La construction de la centrale électrique à Bergell nécessitait jusqu'à 1000 tonnes de ciment par jour, qu'il fallait transporter depuis Untervaz jusqu'à l'Engadine. Il fallait pour cela une locomotive capable de remorquer 400 t en palier et 250 t en rampe de 35‰-sur la ligne de l’Albula.

### Mise en service
Les deux locomotives de la première sous-série (701 et 702) furent construites en 1958 par la SLM Winterthur, BBC et Oerlikon au prix de 230 000 Fr pièce, les suivantes (703 à 707, livrées en 1965) coutaient 200 000 Fr de plus.

## Construction

### État d'origine
Les machines comportent un graduateur basse tension et six moteurs de traction monophasés à excitation série. Les bogies avant et arrière ainsi que les moteurs sont interchangeables avec ceux des Ge 4/4 I. L'articulation entre les deux demi-caisses n'autorise que des mouvements verticaux. Les charges admissibles atteignent 205 t en rampe de 45 ‰ et 280 t en rampe de 35 ‰.

### Modifications

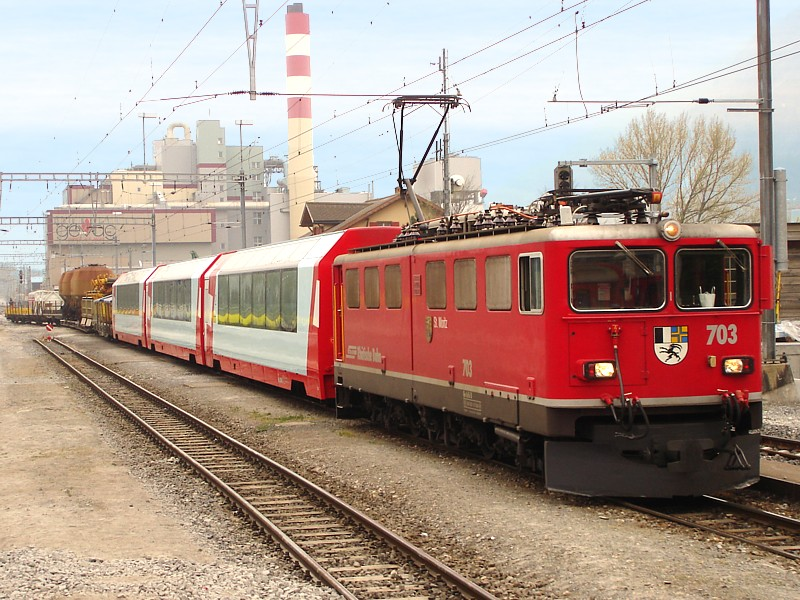
La Ge 6/6 II 703 à Untervaz. Les phares ronds ont ensuite été remplacés par des phares carrés.

Les deux premières machines avaient des portes d'intercirculation sur les faces avant, qui ont été soudées en 1968/69. Les faces avant des autres machines avaient deux fenêtres et pas de porte, toutes les machines ont des faces avant identiques depuis la fin des années 1980.
En 1985, les machines alors vertes commencèrent à être repeintes en rouge, et en 1998 les pantographes en losange ont été remplacés par des pantographe unijambistes.

## Les Ge 6/6 II aujourd'hui

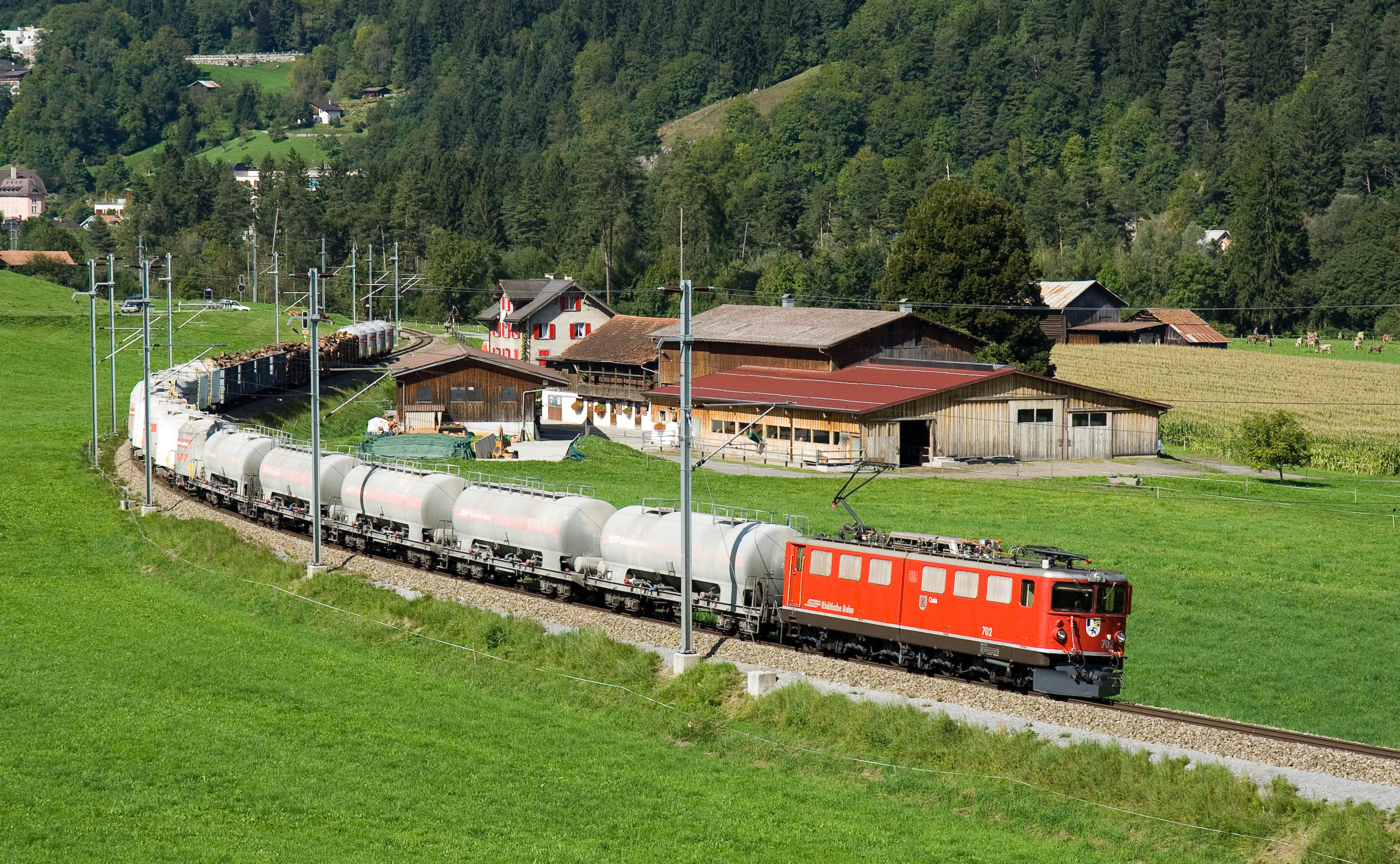
Le prototype Ge 6/6 II 702 remorque des trains de marchansises lourds, comme ici avec 27 wagons à Ilanz.

Après l'achèvement de la centrale de Bergell, les 700 ont été utilisées pour des trains rapides sur la ligne de l’Albula. Depuis que les Ge 4/4 III de 1993 ont repris ces services, les Ge 6/6 II sont principalement utilisées en tête de trains de marchandises sur tout le réseau de base (sauf la ligne d'Arosa) ; mais elles assurent aussi des trains de voyageurs.
La 701 porte le nom de la province romaine de Rhétie, qui reste synonyme de Grisons ; la 702 porte le nom Curia qui désigne en latin la ville de Coire, capitale des Grisons.
Les autres machines portenet le nom de terminus et de bifurcations du réseau de base. À côté du nom figurent sur la caisse le numéro de la machine et le blason de la ville (la 701 porte le blason du canton des Grisons).
Le 22 novembre 2011, la 703 a été fortement endommagée lors d'une collision frontale avec un train de marchandises stationné en gare de Rueun.

## Liste des Ge 6/6II
| Numéro | Nom                      | Blason | Mise en service | Remarques |
| ------ | ------------------------ | ------ | --------------- | --- |
| 701    | Raetia                   |        | 09.05.1958      | Démolie en février 2021.                                                                                      |
| 702    | Curia                    |        | 19.06.1958      | Envoyée le 30 mars 2023 comme locomotive historique pour le Musée des Transports Arrêtée depuis le 01.11.2021 |
| 703    | St. Moritz               |        | 05.04.1965      | Panne le 28.10.2021, démolie en juin 2022.                                                                    |
| 704    | Davos                    |        | 03.02.1965      | Démolie en juillet 2022                                                                                       |
| 705    | Pontresina/Puntraschigna |        | 05.05.1965      | Arrêtée depuis le 01.11.2021                                                                                  |
| 706    | Disentis/Mustér          |        | 09.06.1965      | Garée à Landquart à la suite d'une panne de moteur le 17.11.20, Démolie en décembre 2023                      |
| 707    | Scuol                    |        | 05.07.1965      | Marquée Schuls/Scuol jusqu'en 1975 Prévue comme locomotive historique Arrêtée depuis le 01.11.2021            |